# Robert Menzies
Sir Robert Gordon Menzies (Jeparit, 20 dicembre 1894 – Melbourne, 14 maggio 1978) è stato un politico australiano.
È stato il dodicesimo premier australiano e quello più longevo. Complessivamente ha governato come premier per 18 anni e mezzo. Egli è asceso rapidamente al potere, ma il suo primo governo fu un fallimento. Menzies passò 8 anni di "traversata nel deserto" prima di fondare il Partito Liberale australiano, alla guida del quale ha dominato la scena politica degli anni cinquanta e della prima metà degli anni sessanta.

## Gli inizi
Menzies nacque a Jeparit, una piccola città del Wimmera, regione occidentale dello Stato di Victoria, figlio di un magazziniere e membro del parlamento statale. Anche lo zio ed il suocero di Menzies erano uomini politici. Egli era straordinariamente orgoglioso della sua discendenza scozzese. Ming, che era il suo più ricorrente soprannome, derivava da Mingus, la pronuncia scozzese di Menzies, ed era anche il nome del malvagio imperatore di Flash Gordon, il celebre fumetto di fantascienza.
Menzies si laureò in Legge all'Università di Melbourne. Quando compì i 19 anni, scoppiò la prima guerra mondiale. La sua famiglia decise che sarebbero stati i suoi fratelli maggiori ad arruolarsi, mentre Menzies avrebbe dovuto completare i suoi studi. Si laureò nel 1918 e rapidamente si affermò come uno dei più importanti avvocati di Melbourne, riuscendo ad accumulare una discreta fortuna. Nel 1920 Menzies si sposò con Pattie Leckie, la figlia di un parlamentare federale che esercitò una moderata influenza su di lui.

## L'ascesa al governo
Nel 1928, Menzies investì la sua fortuna per essere eletto al parlamento di Victoria. La sua candidatura rischiò di naufragare quando un gruppo di veterani lo attaccò per non essersi arruolato, ma riuscì a superare quelle difficoltà. Gli anni seguenti trascorsero nel parlamento di Victoria e nel suo governo conservatore, nel quale dal 1932 al 1934 ricoprì il ruolo di vicepremier.
Nel 1934 Menzies fece il suo ingresso nella politica federale, venendo eletto al parlamento australiano nelle file del Partito dell'Australia Unita (UAP), di orientamento conservatore. Entrò immediatamente a far parte del governo Lyons come Ministro della Giustizia e dell'Industria, e poco dopo riuscì a conquistare la carica di viceleader del UAP. Menzies veniva visto come il successore naturale di Lyons e fu accusato di volerlo estromettere, accusa da lui sempre respinta. Nel 1938 gli fu affibbiato il soprannome di "Pig Iron Bob" (letteralmente, Bob maiale di ferro), a seguito della battaglia industriale con i lavoratori che rifiutavano di raccogliere rottami di ferro da inviare in Giappone. Nel 1939, mentre si facevano più evidenti i venti di guerra, Menzies si dimise dal governo per protestare contro la sua presunta inazione. Poco dopo, il 7 aprile 1939, vedeva la morte per infarto del premier Lyons.

## Il primo governo Menzies
Il 26 aprile 1939, dopo una breve transizione durata tre settimane del governo guidato dal capo del Partito Agrario, Sir Earle Page, Menzies fu eletto alla guida del Partito dell'Australia Unita, ed in tale veste divenne premier. Immediatamente dovette fronteggiare una grave crisi politica, quando Page rifiutò di entrare nel suo governo. In un inusitato discorso parlamentare, Page attaccò personalmente Menzies accusandolo di codardia per non essersi arruolato durante il primo conflitto mondiale, e di slealtà nei confronti del defunto premier Lyons. Menzies formò un governo di minoranza. Quando Page, pochi mesi dopo, venne deposto dalla leadership del suo partito, Menzies formò un nuovo governo di coalizione con il suo successore Archie Cameron. In seguito, Menzies perdonò Page, ma Pattie Menzies non gli rivolse più la parola.
Nel settembre 1939, con lo scoppio della seconda guerra mondiale, Menzies attraversò in lungo e in largo il paese cercando di mobilitarne le energie, ma gli amari ricordi e le difficoltà che seguirono al primo conflitto mondiale fecero parzialmente fallire i suoi sforzi. La scelta di non arruolarsi durante la prima guerra mondiale minò la credibilità di Menzies come primo ministro di una nazione in guerra. Alle elezioni del 1940 il UAP fu sconfitto di stretta misura, e Menzies riuscì a essere riconfermato come premier solo grazie all'appoggio di due parlamentari indipendenti. Il Partito Laburista, guidato da John Curtin, rifiutò di entrare in un governo di unità nazionale.
Nel 1941 Menzies passò mesi in Gran Bretagna a discutere di strategia militare con Winston Churchill e altri leader, mentre in patria la sua posizione politica si deteriorava. Lo storico australiano David Day ha ipotizzato che Menzies sperasse di rimpiazzare Churchill nel ruolo di premier britannico, e che a questo scopo assicurò alla Gran Bretagna un forte impegno dell'esercito australiano. Altri storici, come Gerard Henderson, rigettano questa poco credibile teoria. Quando tornò a casa, Menzies si accorse di aver perso la sua maggioranza in parlamento, e il 28 agosto 1941 fu costretto a rassegnare le dimissioni, da premier prima e da leader del suo partito poi. Il leader degli agrari, suoi alleati di governo, Arthur Fadden, diventò primo ministro. Menzies era amareggiato da quello che lui considerava essere un tradimento dei suoi colleghi di partito, e decise di abbandonare la vita politica.

## Ritorno al potere

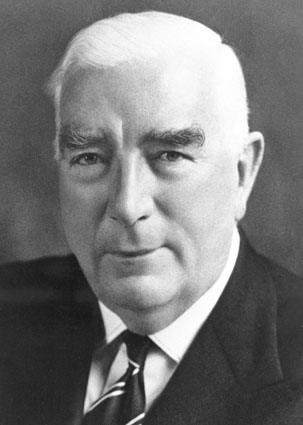
Robert Menzies

In seguito alla sconfitta parlamentare del governo Fadden, nell'ottobre del 1941 il capo del partito laburista John Curtin fu eletto premier. Nel 1943 Curtin vinse le elezioni con una maggioranza smisurata. Durante il 1944 Menzies organizzò vari convegni per discutere della fondazione di un nuovo partito di centro destra al posto del moribondo UAP. Prese così forma il partito liberale, che fu fondato ufficialmente da Menzies nel 1945. Questo evento diede definitivamente forma alla magmatica galassia della destra australiana. Tuttavia nelle elezioni del 1946 il successore di Curtin, Ben Chifley, riportò per i laburisti una sonora vittoria. Nella stampa conservatrice cominciò a circolare lo slogan "Non possiamo vincere con Menzies"
Ma la guerra fredda fece nascere un forte sentimento anti comunista in Australia che finì per erodere il massiccio consenso di cui i laburisti sembravano godere. Nel 1947 questo fenomeno fu alimentato anche dall'erronea decisione del governo Chifley di nazionalizzare le banche private. Questa misura non fu mai effettivamente attuata grazie alla forte opposizione della classe media che Menzies seppe abilmente sfruttare. Un duro sciopero dei minatori di carbone organizzato dal partito comunista consegnò, a dispetto della decisa repressione attuata dal governo laburista, il potere nelle mani di Menzies che nel dicembre di quell'anno vinse le elezioni riconquistando la premiership.
I laburisti mantennero il controllo del senato e poterono rendere difficile la vita a Menzies, il quale nel 1951 bandì per legge il partito comunista. Il premier sperò che il Senato a maggioranza laburista rigettasse il suo progetto di legge permettendogli di indire le elezioni anticipate. Ma con sua grande sorpresa i laburisti fecero passare la legge anticomunista che di lì a poco fu abrogata, in quanto giudicata anticostituzionale, dalla Corte Suprema. Qualche tempo dopo il Senato rigettò una legge bancaria e Menzies riuscì ad indire le elezioni anticipate che vinse conquistando entrambi i rami del parlamento.
Più tardi nel 1951 Menzies decise di indire un referendum costituzionale per bandire il partito comunista. Il nuovo leader Laburista Dr H.V. Evatt, guidò con successo la campagna contro il referendum che fu rigettato di misura. Scoppiata la guerra di Corea egli non esitò ad inviare truppe nel teatro di guerra stringendo una forte alleanza con gli Stati Uniti.
A causa del deteriorarsi delle condizioni economiche Evatt era sicuro di vincere le elezioni del 1954. Ma poco prima delle elezioni la defezione del diplomatico sovietico Vladimir Petrov, fece emergere l'esistenza di una rete di agenti sovietici in Australia, rete che inizialmente sembrava includere membri dello staff del leader dell'opposizione laburista Evatt. Questo evento spionistico consentì la rielezione di Menzies, il quale vinse confortevolmente anche le elezioni del 1958.
Grazie alla massiccia immigrazione che fece decollare l'industria manifatturiera e edilizia, e al massiccio aumento delle esportazioni agricole, anche in Australia esplose un boom economico che fece apparire datata la retorica socialista del partito laburista. Agli occhi dell'elettorato non vi era più partita tra la visione del labor e la promessa di prosperità e stabilità economica per tutti targata r Menzies.
Tuttavia nel 1961 il nuovo capo dei laburisti, Arthur Calwell, guadagnò terreno su Menzies, che al fine di arrestare l'inflazione, varò misure che causarono un aumento della disoccupazione. Nelle elezioni di quell'anno il leader liberale vinse con una maggioranza di due soli seggi, tuttavia egli fu abile a sfruttare le divisioni esistenti nell'opposizione laburista sul tema della guerra fredda e dell'alleanza con gli Stati Uniti e nelle elezioni del 1963 riuscì ad ampliare la sua maggioranza parlamentare. In queste elezioni determinante si rivelò l'incidente mediatico occorso al povero capo dell'opposizione che fu fotografato fuori dall'albergo dove si era riunito lo stato maggiore laburista, dando di lui l'immagine di un uomo di paglia. Quelle del 1963 erano le prime elezioni televisive e il quasi settantenne Menzies rivelò una grande padronanza dei nuovi media. Nello stesso anno gli fu creato Cavaliere del Thistle.
Nel 1965 Menzies prese la fatale decisione di inviare in Vietnam truppe a fianco degli Stati Uniti e reintrodusse la coscrizione obbligatoria. Queste mosse inizialmente molto popolari, costituirono per i suoi successori un serio problema. A dispetto della sua pragmatica accettazione dei nuovi equilibri di potere sorti nel pacifico dopo la seconda guerra mondiale, che vedevano il dominio in campo occidentale della potenza Americana egli rimase un fervente ammiratore della Gran Bretagna e della sua Sovrana Elisabetta II.

## Ritiro ed eredità

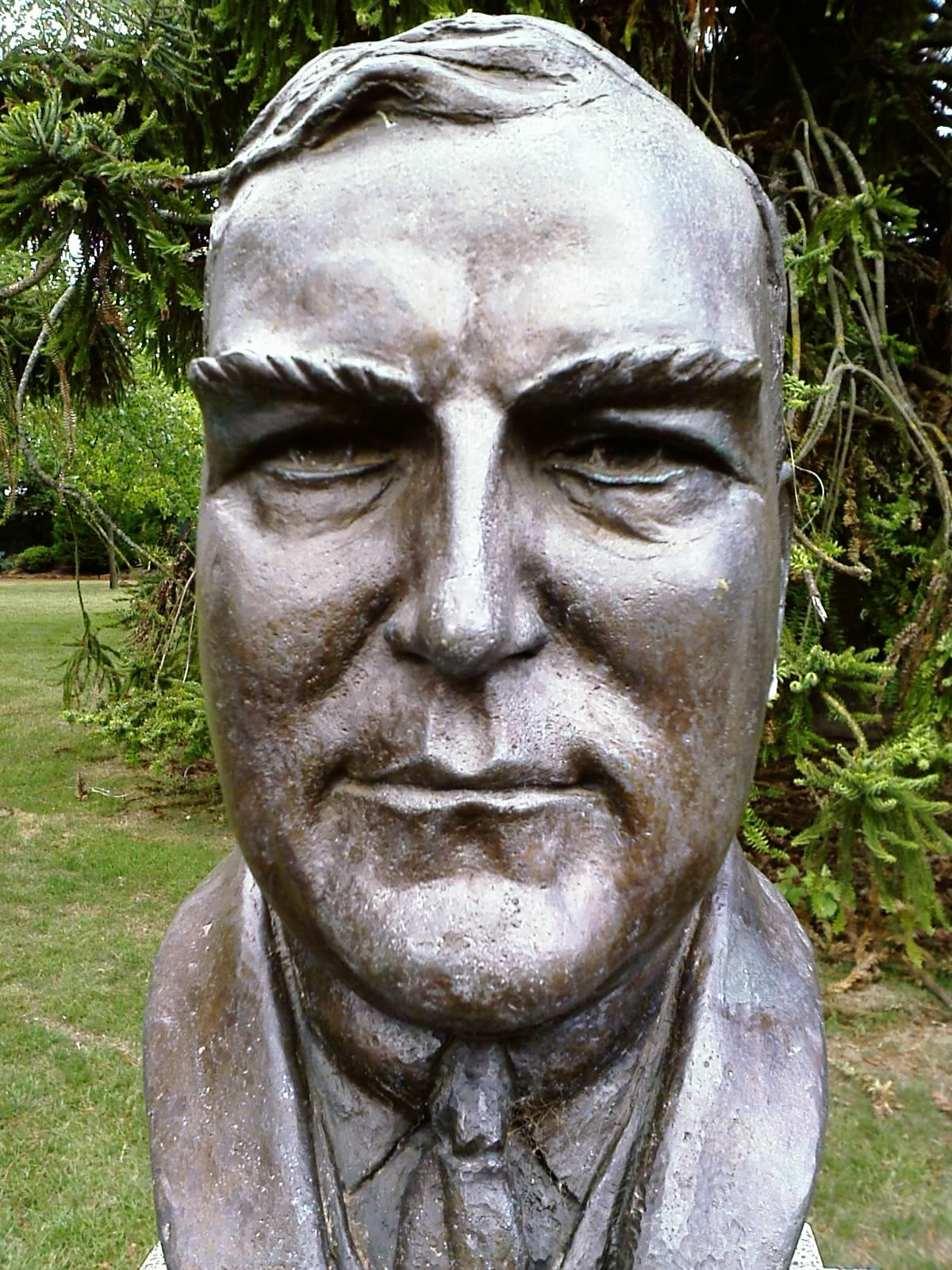
Busto di Robert Menzies a Ballarat.

Menzies si ritirò dalla vita politica nel gennaio del 1966, e fu sostituito nella carica di premier e leader del partito liberale dall'ex ministro del Tesoro Harold Holt. Dopo le sue dimissioni la Regina lo nominò all'antico ufficio di "Lord Warden of the Cinque Ports". Attraversò gli Stati Uniti tenendo conferenze e pubblicando due volumi di memorie. Morì a Melbourne nel 1978, a seguito di un infarto; nella stessa città si svolsero i funerali di stato.
Dal 1949 al gennaio del 1966 Menzies ha dominato la vita politica australiana.
In campo politico il suo più grande lascito è la creazione del Partito Liberale, che sino alle ultime elezioni era alla guida del governo australiano, e la stabilizzazione della vita politica, fino ad allora caratterizzata da un forte trasformismo.
Inoltre egli guidò la sua nazione in un'epoca di forte sviluppo economico, mantenendo una solida alleanza con gli Stati Uniti.
Gli è stato dedicato un monte nel Territorio Antartico Australiano, il monte Menzies, che, con i suoi 3355 m, supera in altezza lo stesso monte Kosciuszko (2228 m s.l.m.), più alta cima dell'Australia continentale.